# Tadorna
Tadorna là một chi chim trong họ Vịt.

## Các loài
- Tadorna tadorna  (Linnaeus, 1758)
- Tadorna ferruginea  (Pallas, 1764)
- Tadorna cana (Gmelin, 1789)
- Tadorna tadornoides  (Jardine & Selby, 1828) - tarro australiano
- Tadorna variegata  (Gmelin, 1789)
- Tadorna cristata  (Kuroda, 1917)